# Colfax (Louisiana)
Colfax is een plaats (town) in de Amerikaanse staat Louisiana, en valt bestuurlijk gezien onder Grant Parish.

## Demografie
Bij de volkstelling in 2000 werd het aantal inwoners vastgesteld op 1659.
In 2006 is het aantal inwoners door het United States Census Bureau geschat op 1684, een stijging van 25 (1,5%).

## Geografie
Volgens het United States Census Bureau beslaat de plaats een oppervlakte van
3,9 km², geheel bestaande uit land. Colfax ligt op ongeveer 28 m boven zeeniveau.

## Plaatsen in de nabije omgeving
De onderstaande figuur toont nabijgelegen plaatsen in een straal van 32 km rond Colfax.